# Atentado de la Base Chapman
El atentado de la Base Chapman fue un ataque suicida contra la Base de Operaciones Avanzada Chapman, una instalación clave estadounidense de la Agencia Central de Inteligencia (CIA) en Afganistán, el 30 de diciembre de 2009. La base está ubicada cerca de la ciudad afgana oriental de Jost, un bastión del movimiento talibán. Una de las principales misiones de los agentes de la CIA instalados en la base era proporcionar información para los ataques aéreos contra objetivos en Pakistán. Murieron siete agentes de la CIA, el jefe de la base, y un oficial de la Dirección General de Inteligencia de Jordania, mientras otros seis resultaron heridos de gravedad cuando el atacante detonó la bomba que portaba. Este atentado fue el ataque más letal que sufrió la CIA en más de veinticinco años.

### En inglés
Declaraciones
- Message from U.S. President Barack Obama to the CIA workforce
- Statement by CIA Director Leon Panetta on CIA casualties in Afghanistan Archivado el 8 de junio de 2010 en Wayback Machine.
- Article written by CIA Director Leon Panetta (Washington Post)
- Video released by the Tehrik-i-Taliban Pakistan (BBC)
- Statement attributed to Afghan Taliban leader Zabiullah Mujahid

Reportes de los medios
- Reconstructing the CIA bombing (Washington Post)
- Source: Tape exists of CIA bomb attack (MSNBC)
- CIA Workers Killed in Afghanistan (ABC News)
- Pakistan Blast Sharpens Concerns on Taliban (PBS)
- Discerning the CIA's role in Afghanistan (MSNBC)
- The many faces of the double agent CIA bomber (Al Jazeera)

 Análisis y lectura adicional
- Interview with Michael Scheuer, former CIA Bin Laden Unit chief (C-SPAN)
- A Profile of Tehrik-i-Taliban Pakistan (CTC Sentinel)
- Zafar Bangash: US pushing Pakistan into the abyss of oblivion
- Double agents: The peril and the promise (Reuters)
- F.M. Begoum: Observations on the Double Agent. Archivado el 1 de julio de 2019 en Wayback Machine.

- Datos: Q2842407